# Moncayolle-Larrory-Mendibieu
Moncayolle-Larrory-Mendibieu – miejscowość i gmina we Francji, w regionie Nowa Akwitania, w departamencie Pireneje Atlantyckie.
Według danych na rok 1990 gminę zamieszkiwało 357 osób, a gęstość zaludnienia wynosiła 22 osób/km² (wśród 2290 gmin Akwitanii Moncayolle-Larrory-Mendibieu plasuje się na 831. miejscu pod względem liczby ludności, natomiast pod względem powierzchni na miejscu 693.).